# Devastazioni di Osorio
Le devastazioni di Osorio è il nome con cui fu denominato il processo di spopolamento, tra il 1603 e il 1606, della parte nord e ovest dell'isola di Santo Domingo. Questo fenomeno  prende il nome dal governatore dell'isola Antonio de Osorio che ne fu il principale fautore.

## Storia
Nel XVI secolo la corona spagnola (in quel periodo era re Filippo III di Spagna) puntava a mantenere un rapporto di monopolio nel commercio con le colonie, perciò con una cedola reale fu ordinato ad Antonio de Osorio di risolvere il problema del contrabbando tra le popolazioni locali e gli inglesi, francesi e olandesi  e della penetrazione del credo luterano nel nord-ovest dell'isola, ritenuto nocivo. Osorio dispose che  quattro popolazioni (Montecristi, Puerto Plata, Bayaja e Yaguana) fossero spostate e concentrate in due zone più controllabili vicino alla capitale. A tal fine fu appoggiato da truppe militari dislocate a Porto Rico, che erano pronte a sedare le eventuali ribellioni. Questa deportazione delle popolazioni portò alla nascita dei comuni di Monte Plata e Bayaguana.
Conseguenza di questo processo fu il totale spopolamento e la distruzione degli insediamenti della zona. Ci furono notevoli perdite di capi di bestiame e la perdita del guadagno derivante dalla produzione dello zucchero. Lo spopolamento portò anche il nord-ovest dell'isola a diventare il punto preferito per i commerci illegali tra le altre città.
Infine nel nord e nell'ovest dell'isola si insediarono gli stranieri e col tempo ciò portò alla divisione dell'isola in due parti, l'una a ovest, appartenente alla Francia, e l'altra a est, appartenente alla Spagna.